# 万国電信連合

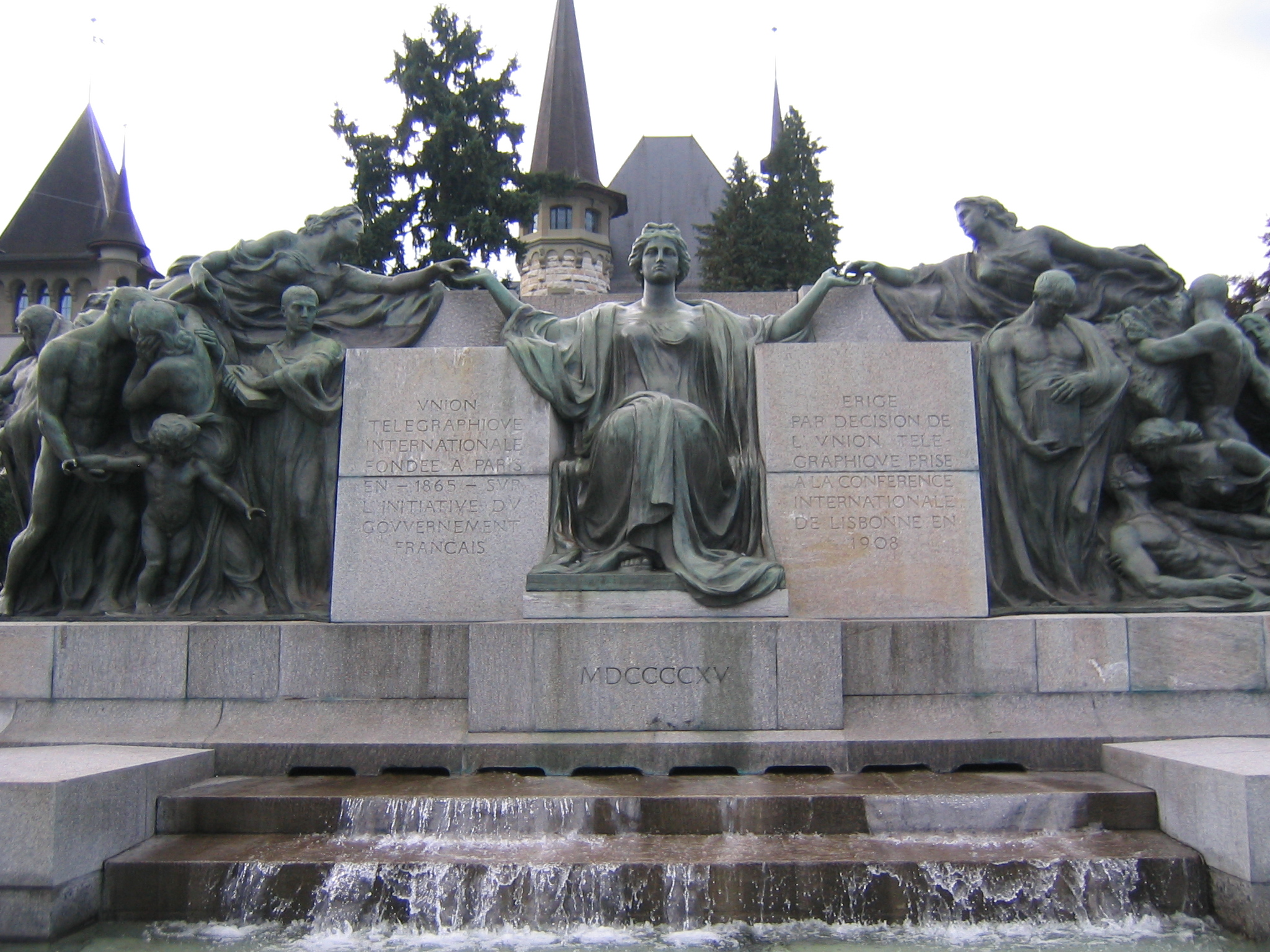
万国電信連合のモニュメント（スイス、ベルン）

万国電信連合（ばんこくでんしんれんごう、フランス語: Union internationale du télégraphe、英語: International Telegraph Union）は、1865年5月17日にフランスのパリで設立された、電信に関する国際的な連合体。本部はスイスのベルンに置かれた。しばしば世界最古の国際機関とみなされる。現在の国際連合の専門機関のひとつ、国際電気通信連合の前身とされる。

## 前身
1834年にアメリカ人サミュエル・モールスによって電信機が発明されたのち、イギリスでは1837年に鉄道沿線で有線電信が実用化され、アメリカ合衆国でも1845年にワシントンD.C.とボルティモアの間で電信線路が建設されたが、最初の国際電信は、1849年にプロイセン王国とオーストリア帝国との間で結ばれた電信条約にもとづいて始められた。
万国電信連合の前身は、1850年7月25日にオーストリア・プロイセン・バイエルン・ザクセンの4か国がドレスデンで発足させたドイツ＝オーストリア電信連合と、1855年6月にフランス・ベルギー・サルデーニャ王国・スペイン・スイスがパリで発足させた西部欧州電信連合の2つの組織体である。
前者は、ゾーン制の料金体系を採用する一方、国際電信は距離と語数による従量制をとった。収入は伝送距離により配分された。のちにドイツのほとんどの各邦とオランダがこれに参加した。
後者は、1851年のフランスとベルギーの間に結ばれた相互接続条約をもとにしている。1855年の原加盟5か国に加え、1857年にはポルトガルとオランダが、1860年にはバチカン市国とシチリア王国が加盟した。西部欧州電信連合は、1858年9月のベルン会議にドイツ＝オーストリア電信連合を招いたが、独墺連合側は参加を辞退している。
しかしながら、一方では2つの連合間では国際電信のルールを整備しようとする努力が続けられており、1858年6月にベルギー・フランス・プロイセンがブリュッセルで条約を締結している。これにはオーストリア、ヴュルテンベルク王国、バーデン大公国などを含む11カ国が後に参加している。2つの組織体は1865年3月1日にパリで正式に発足が決定し、万国電信連合として5月7日に設立された。これにともない、ドイツ＝オーストリア電信連合は1871年に活動を停止した。

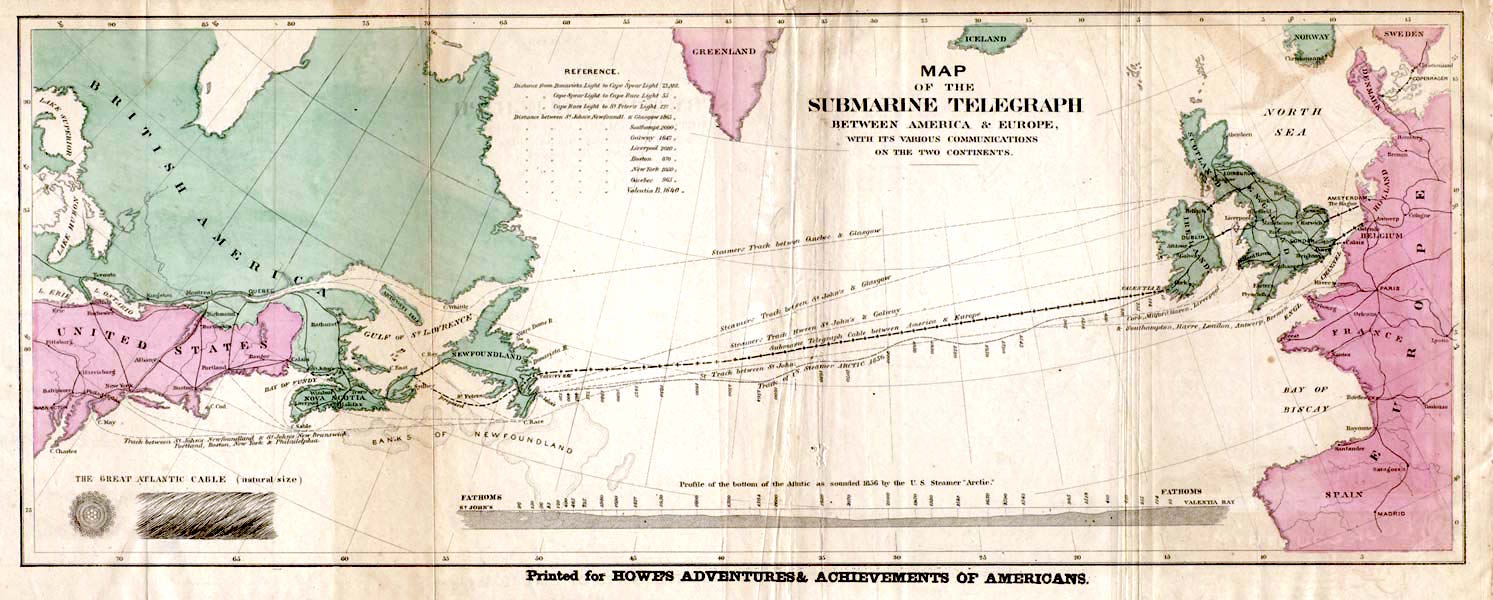
ヴァレンティア島（現、アイルランド）とニューファンドランド島（現、カナダ）を結ぶ海底ケーブル

なお、国際海底電信は、1850年にドーバー海峡にイギリス･フランス間の海底ケーブルを敷設したのが始まりとされており、欧米大陸間も1858年に最初の大西洋横断電信ケーブルが敷設され、実用可能なものとしては1866年に敷設された。

## 概要
万国電信連合には20か国が参加した。オーストリア・バーデン・バイエルン王国・ベルギー・デンマーク・フランス・ギリシャ王国・自由ハンザ都市ハンブルク・ハノーファー王国・イタリア王国・オランダ・ポルトガル・プロイセン・ロシア帝国・ザクセン王国・スペイン・スウェーデン＝ノルウェー連合王国・スイス・トルコ（オスマン帝国）・ヴュルテンベルクである。イギリスは電信事業が民営であるという理由で招かれなかった。
万国電信連合は、ゾーン制ではなくて西部欧州電信連合から引き継いだ均一料金が採用された。フランスが名実ともに連合を統括したので、決済もフランス・フランでおこなわれた。1868年にウィーンで開かれた会議ではペルシア（ガージャール朝）とイギリス領インド帝国が参加した。スイスのベルンに事務局が設置されることとなり、ここでは国際電信に関わる情報の収集・通知をフランス語でおこなうこととした。予算は加盟国の拠出で賄われた。株式のような単位を設け、25単位の保有国を第一クラスとし、保有単位が5単位減るごとに下位のクラスとなるシステムをつくり、それにもとづいて参加国の負担額が決定された。このシステムは現在の国際電気通信連合でも用いられている。
1871年のローマ会議から日本がオブザーバーとして参加した。この会議では、国家ではない企業体の参加が広く認められた。これは、電信ケーブルの大部分が私企業に保有されている実態をふまえての措置であった。英蘭2か国は企業の無制限参加を主張したが、ロシアとフランスは全権会議への参加を制限する考えであった。結局、8対9の僅差多数決で企業の無制限参加が認められた。
1875年のサンクト・ペテルブルク会議における国際協定では、第2条で通信の秘密を保障しながら、第7条では広範な例外規定が設けられた。すなわち、電信が国家の安全保障や公序良俗に対して脅威とみなされたとき、参加国は電信を差し止めることが可能とされた。アメリカ合衆国は参加を辞退したが、ウエスタンユニオンとアメリカ郵便電信会社は協定を私的に遵守した。

## 国際電気通信連合へ
1894年、イタリアのグリエルモ・マルコーニが自宅で電波による無線通信実験に成功、1897年にはマルコーニ無線電信会社が創立されて無線の時代がおとずれた。20世紀に入ると、イギリスは大英帝国内の植民地と本国を直接結び、第三国への情報漏洩を回避するため、無線は船舶間通信手段として重用されるようになった。イギリスとイタリアの海軍はマルコーニの仕様のみを利用した。これに対し、ドイツでは1903年にシーメンスとAEGが合弁し、無線技術を開発するためベルリンでテレフンケンが設立された。アメリカの発明家・電子工学者のリー・ド・フォレストもまた無線技術の発展に尽力した。イギリス・イタリア以外の列強はマルコーニの市場独占を打破したい思惑があり、のちにテレフンケンとフォレストは提携した。その一方、混信の問題が生じてその解決が必要とされたので、1903年に9か国がベルリンで会議をおこなっている。参加国はドイツ・オーストリア・スペイン・アメリカ・フランス・イギリス・ハンガリー・イタリア・ロシアであった。1906年にはベルリンで万国無線電信会議が開かれ、そのときSOSが遭難信号に採用された。1908年、日本をふくむ30か国が参加して国際無線電信連合が発足した。
第二次世界大戦後の1947年、万国電信連合（1865年発足）と国際無線電信連合（1908年発足）が統合して国際電気通信連合が発足している。

## 歴代事務総局長一覧
| 名前 | 名前                         | 就任           | 退任           | 国     |
| ---- | ---------------------------- | -------------- | -------------- | ------ |
|      | ルイ・クルショード           | 1869年1月1日   | 1872年5月24日  | スイス |
|      | カール・レンディ             | 1872年5月24日  | 1873年1月12日  | スイス |
|      | ルイ・クルショード           | 1873年2月23日  | 1889年10月18日 | スイス |
|      | オーギュスト・フレイ         | 1890年2月25日  | 1873年6月28日  | スイス |
|      | ティモテウス・ロテン         | 1890年11月25日 | 1897年2月11日  | スイス |
|      | エミール・フレイ             | 1897年3月11日  | 1921年8月1日   | スイス |
|      | アンリ・エティエンヌ         | 1921年8月2日   | 1927年12月16日 | スイス |
|      | ジョセフ・レーダー           | 1928年2月1日   | 1934年10月30日 | スイス |
|      | フランツ・フォン・エルンスト | 1935年1月1日   | 1949年1月1日   | スイス |